# 梁培锦
梁培锦（Gary，1966年—），籍贯廣東，出生于香港，为凤凰卫视摄影师。

## 生平
梁培锦曾经先后在香港無线電視、香港电台、StarTV工作。2002年7月，梁培锦和哥哥梁培伟同时加入凤凰卫视，后来兄弟二人均担任凤凰卫视外景组摄影师。梁培锦曾亲自参加南亞大海嘯、切尔诺贝利核事故20周年、四川汶川地震、泰国红衫军冲突、习近平访问美国等许多重大新闻事件的报导。
2012年，他和凤凰卫视记者蒋晓峰随啟豐二號驶抵钓鱼岛进行报道，随即被日本方面扣押，并被强制遣返。